# El dormitori de Van Gogh a Arle
El dormitori de Van Gogh a Arle és una pintura a l'oli realitzada per Van Gogh el 1890, actualment al Museu van Gogh d'Amsterdam.
De fet, existeixen tres quadres similars amb el mateix títol, tres versions autèntiques, descrites a les seves cartes, que es distingeixen amb facilitat entre elles pels quadres que hi ha a la dreta de la pintura.

## Primera versió
El quadre representa el dormitori de Van Gogh al número 2 de la Plaça Lamartine, a Arle, Boques del Roine, França, coneguda com la Casa Groga. Era la primera habitació pròpia que tenia Van Gogh, i hi va viure de 1888 a 1889. El va pintar abans de l'arribada a Arle del seu amic Paul Gauguin, amb qui hi va formar un cercle artístic.
La porta de la dreta s'obria a la planta superior i a l'escala, i la porta de l'esquerra donava a l'habitació de convidats, que va preparar per a Gauguin. A la paret d'enfront s'hi obre una finestra, per sobre d'una tauleta de nit lleugerament descentrada, donant a la Plaça Lamartine i als seus jardins públics.
L'habitació no era rectangular sinó trapezoïdal, amb un angle obtús a la cantonada esquerra de la paret frontal i un angle agut a la dreta. Van Gogh evidentment no va dedicar gaire temps a aquest problema, simplement va indicar que allà, d'alguna manera, hi havia una cantonada. És un allotjament modest, amb poc mobiliari, fet de fusta de pi: un llit a la dreta, un penjador, dues cadires, una tauleta de nit de fusta, i quadres a les parets.
Una forta perspectiva, amb la típica lleu torsió, pròpia de l'autor, reflecteix les seves idees sobre pintura.

## Segona versió

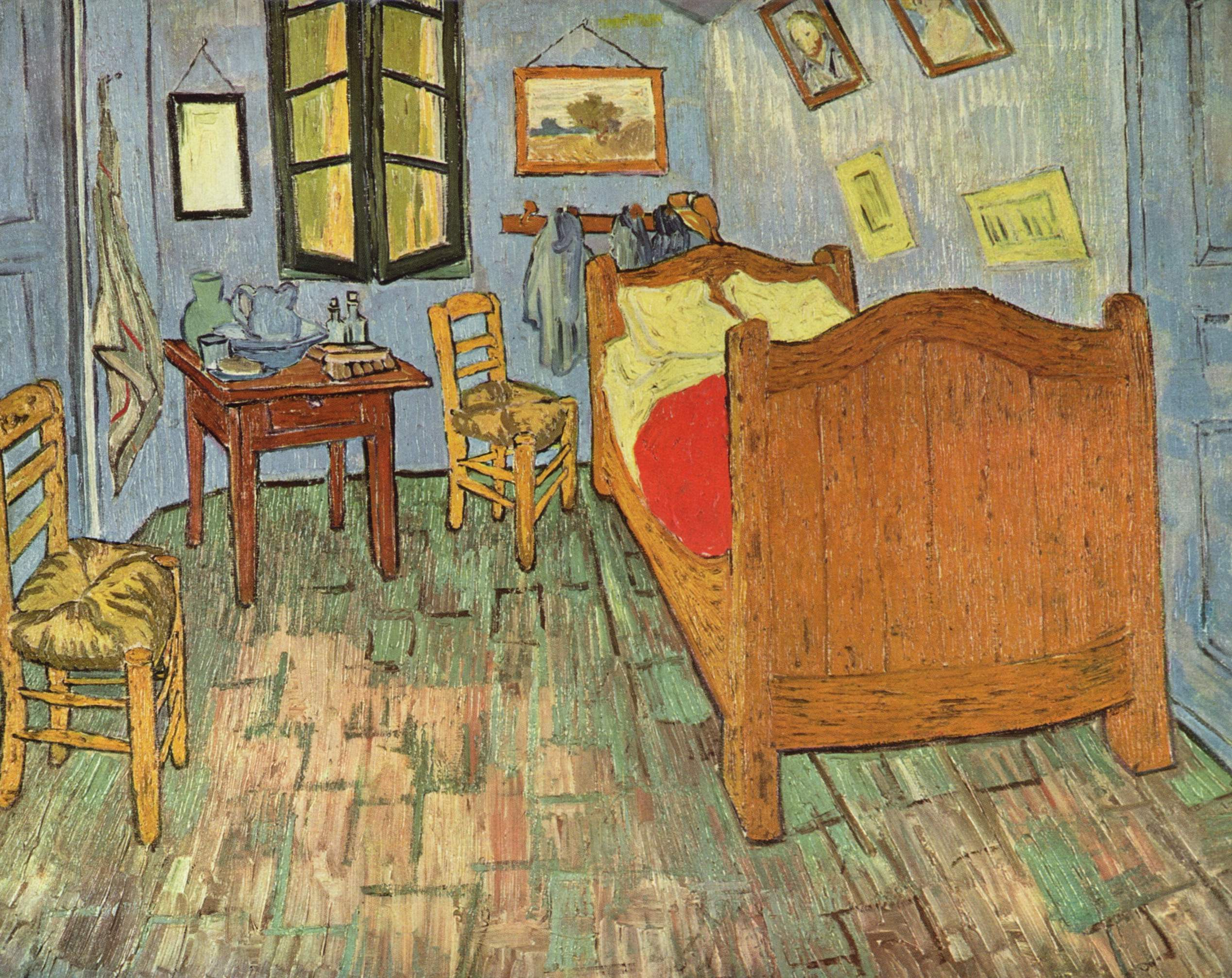
Segona versió

L'abril de 1889, van Gogh va enviar la versió inicial al seu germà planyent-se d'haver-se-li danyat amb la inundació del Roine mentre estava ingressat a l'hospital d'Arles. Théodore van Gogh li va proposar de tornar-lo a fer, abans de restaurar-lo, la qual cosa expressava l'admiració de Théo per aquest quadre.
Aquesta repetició a l'escala original (el terme de Van Gogh és «répétition») es va executar el setembre de 1889. Ambdues pintures van ser enviades tot seguit a Théo.
Des de 1926 ha estat en poder de l'Art Institute de Chicago.

## Tercera versió

Tercera versió

Quan Van Gogh, finalment, l'estiu de 1889, va decidir refer algunes de les seves «millors» composicions en una mida menor (va usar el terme de «réductions») per a la seva mare i la seva germana Wil, El dormitori era una de les escollides. Aquestes réductions, però, acabades a finals de setembre de 1889, no són còpies exactes.
El retrat en miniatura de l'esquerra recorda l'autoretrat de Van Gogh Camperol de Zundert. El de la dreta, en canvi, no pot ser associat de manera convincent a cap pintura existent de Van Gogh.
Aquesta tercera versió, prèviament en poder de la germana de Van Gogh, Willemien, i més tard adquirida pel príncep Matsukata, va entrar a les col·leccions nacionals franceses el 1959, després de l'acord de pau franco-japonès, i forma part de l'exposició permanent del Museu d'Orsay a París.